# L'Épée de l'été
L'Épée de l'été (titre original : The Sword of Summer), est un roman de fantasy écrit par Rick Riordan et paru en langue originale le 6 octobre 2015 puis traduit et publié en France le 2 mars 2016. Il s'agit du premier tome de la série Magnus Chase et les Dieux d'Asgard. 

## Résumé
Après la mort de sa mère, tuée par d'étranges loups, il y a deux ans, Magnus Chase, 16 ans, vit dans les rues de Boston. Un jour, il apprend de son ami, Blitz, que deux personnes sont à sa recherche. Il découvre que les deux personnes sont son oncle et sa cousine, Frederick et Annabeth Chase, qui ont été envoyés par son oncle Randolph, pour le retrouver.
À la recherche d'indices, il rentre dans la maison de son oncle par effraction, mais est attrapé par Randolph. Il lui apprend qu'il est le fils d'un dieu nordique, et qu'il sait que la mort de sa mère n'est pas un accident. Il emmène Magnus sur le Longfellow Bridge, pour qu'il trouve Sumarbrander, l'épée de son père. Là, il est confronté au géant de feu, Surt, qui réclame l'épée. Pendant le combat cependant, Magnus est touché à l'estomac par une boule d'asphalte fondue (lancé par Surt) et blesse le géant de feu et meurt. Comme il est mort bravement son âme est transportée à Hôtel Walhalla (le Walhalla mais plus moderne) par sa Valkyrie, Samirah "Sam" Al-Abbas, une fille de Loki. Là, il apprend que son père est le dieu nordique de la Fertilité et de l'Été, Freyr. Plus tard dans le livre, Blitz et Hearth se retrouvent dans la chambre de Magnus, avant de se faire poursuivre par Ratatosk.